# Ticnuni
Ticnuni (em armênio: Տիկնունի; romaniz.: Tiknuni), segundo Fausto, o Bizantino, foi uma reserva de caça criada no século IV pelo rei Cosroes III (r. 330–339). No rescaldo das vitórias obtidas contra vários invasores estrangeiros que ameaçaram sua posição, Cosroes ordenou que o general Vache I trouxesse muitos carvalhos para serem plantados na província de Airarate. Parte dessas árvores foi plantada na área entre a fortaleza de Garni, situada ao norte de Artaxata na planície de Dúbio (Metsamor), e o palácio de Ticnuni e foi batizado "Palácio da Floresta" (Tačar mayri); o restante, em Cosrovacerta. Ambas foram cercadas por muros que não se conectavam. Elas prosperaram e Cosroes ordenou que animais de todo tipo fossem colocados ali à diversão real.